# Joe Kidd
Joe Kidd is een Amerikaanse western uit 1972 onder regie van John Sturges.

## Verhaal
Joe Kidd was een premiejager tijdens de Mexicaans-Amerikaanse Oorlog. Van een grootgrondbezitter krijgt hij de taak om een boevenbende op te sporen, die worden aangevoerd door Luis Chama. Hij voelt niet veel voor die opdracht, totdat de bende een aantal van zijn paarden steelt en zijn vrienden lastigvalt.

## Rolverdeling
| Acteur           | Personage     |
| ---------------- | ------------- |
| Clint Eastwood   | Joe Kidd      |
| Robert Duvall    | Frank Harlan  |
| John Saxon       | Luis Chama    |
| Don Stroud       | Lamarr        |
| Stella Garcia    | Helen Sanchez |
| James Wainwright | Mingo         |
| Paul Koslo       | Roy           |
| Gregory Walcott  | Mitchell      |
| Dick Van Patten  | Hoteleigenaar |
| Lynne Marta      | Elma          |
| John Carter      | Rechter       |
| Pepe Hern        | Priester      |
| Joaquín Martínez | Manolo        |
| Ron Soble        | Ramon         |
| Pepe Callahan    | Naco          |